# Promenade Yves-Saint-Laurent
La promenade Yves-Saint-Laurent est une voie située dans le 15e arrondissement de Paris, en France.

## Situation et accès
La promenade correspond à la partie sud de la pelouse de l'avenue de Breteuil, une voie publique du 7e arrondissement de Paris.

## Origine du nom
Elle porte le nom du couturier Yves Saint Laurent (1936-2008), qui vécut dans le quartier, 55 rue de Babylone.